# کتلین رین

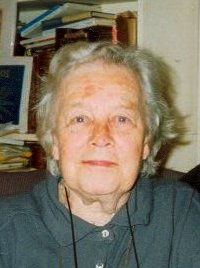
کتلین رین

کَتلین رین (به انگلیسی: Kathleen Raine) (زاده ۱۴ ژوئن ۱۹۰۸، درگذشته ۶ ژوئیه ۲۰۰۳) شاعر، منتقد و محقق (به طور ویژه در ارتباط با ویلیام بلیک، ویلیام ییتس و توماس تیلر) بریتانیایی بود.
کتلین رین به خاطر علاقه‌اش به اشکال گوناگون معنویت، به‌طور برجسته فلسفه افلاطونی و مکتب نوافلاطونی شناخته شده‌است. او یکی از اعضای مؤسس آکادمی تمنوس بود.